# Dieter Zetsche
Dieter Zetsche (Istanbul, 5 maggio 1953) è un ingegnere e imprenditore tedesco, dal maggio 2019 presidente di TUI AG. È stato presidente del consiglio di amministrazione di Daimler AG e capo di Mercedes-Benz dal 2006 al maggio 2019, oltre ad essere membro del consiglio di amministrazione della società dal 1998.

## Biografia
È nato quando suo padre Herbert Zetsche, ingegnere civile, lavorava in Turchia per un progetto di costruzione di una diga. La famiglia è tornata in Germania nel 1956. Zetsche ha frequentato la scuola di Oberursel (vicino a Francoforte sul Meno) e ha studiato ingegneria elettronica dal 1971 al 1976 all'Università di Karlsruhe. Ha completato il suo dottorato in ingegneria nel 1982 presso l'Università di Paderborn.
Entra in Daimler-Benz nel 1976, lavorando nel dipartimento di ricerca. Nel 1981 è diventato Assistente del Responsabile dello Sviluppo nella divisione Veicoli Commerciali. È diventato membro del consiglio di amministrazione di DaimlerChrysler nel 1998 e ha ricoperto la carica di Presidente e CEO di Chrysler Group dalla metà del 2000 al 31 dicembre 2005, dove è stato accreditato di un'inversione di tendenza delle operazioni americane di DCX. Dal 1º gennaio 2006 è subentrato a Jürgen Schrempp come CEO di DaimlerChrysler ed è stato la principale influenza dietro la scissione di Daimler e Chrysler nel 2007, che si è conclusa con la nuova costituzione di Daimler AG.
Zetsche è accreditato di aver apportato cambiamenti fondamentali a Mercedes-Benz, nel tentativo di invertire una spirale discendente decennale nella qualità del prodotto e nella soddisfazione del cliente. Nel 2006 è stato nominato nell'elenco della rivista Time relativo alle 100 persone più influenti al mondo.
Il 22 maggio 2019, dopo 13 anni, lascia la guida di Daimler AG. Al suo posto, viene nominato come CEO Ola Källenius.
Il 23 maggio 2019 Dieter Zetsche è stato eletto presidente del consiglio di sorveglianza del gruppo turistico TUI AG.  Zetsche è anche entrato nel comitato consultivo del discount Aldi Süd. È coinvolto nella compagnia di aerotaxi Volocopter, come investitore nella startup di auto usate di Norimberga CarOnSale e nell'organizzazione no-profit African Parks. Dal 2021 è membro dell'International Advisory Board di Adobe Inc.